# Zingiejskij
Zingiejskij (ros. Зингейский) – osiedle w Rosji, w obwodzie czelabińskim, w rejonie kizilskim. W 2021 liczyło 921 mieszkańców.